# Еджідіо Гуарначчі
Еджідіо Гуарначчі (італ. Egidio Guarnacci, нар. 3 лютого 1934, Рим) — італійський футболіст, що грав на позиції півзахисника.
Виступав, зокрема, за клуби «Рома» та «Фіорентіна», а також національну збірну Італії.
Володар Кубка Італії. Володар Кубка ярмарків. Володар Кубка Мітропи.

## Клубна кар'єра
Народився 3 лютого 1934 року в місті Рим. Вихованець футбольної школи клубу «Рома». Дорослу футбольну кар'єру розпочав 1955 року в основній команді того ж клубу. Дебютував у Серії А у матчі проти «Трієстіни» наприкінці сезону 1954/55. Протягом сезону 1955/56 років був у оренді в клубі серії С клубу «Коллеферро». Після чого повернувся до «Роми». За вісім сезонів у складі римського клубу взяв участь у 124 матчах чемпіонату. Відзначався тактичною грамотністю і вмінням читати гру, за що його порівнювали з колишньою легендою «Роми» Аттіліо Феррарісом. З командою виборов титул володаря Кубка ярмарків, хоча у фіналі не грав. На початку 1960-х років отримав травму коліна, через яку дещо втратив місце у основі клубу.
1963 року перейшов до клубу «Фіорентіна», за який відіграв 3 сезони. Перші два сезони у складі «Фіорентини» був основним гравцем команди, але згодом стара травма нагадала про себе і він завершив професійну кар'єру футболіста у 1966 році. У складі команди з Флоренції додав до переліку своїх трофеїв титул володаря Кубка Італії і Кубка Мітропи. 

## Виступи за збірну
1959 року дебютував в офіційних матчах у складі національної збірної Італії у грі Кубка Центральної Європи проти збірної Чехословаччини (1:2). Протягом кар'єри у національній команді, яка тривала 2 роки, провів у формі головної команди країни 3 матчі.
| Дата       | Місто   | Господарі      | Результат | Гості     | Турнір                   | Голи | Примітки |
| ---------- | ------- | -------------- | --------- | --------- | ------------------------ | ---- | -------- |
| 01/11/1959 | Прага   | Чехословаччина | 2 – 1     | Італія    | Кубок Центральної Європи | -    |          |
| 06/01/1960 | Неаполь | Італія         | 3 – 0     | Швейцарія | Кубок Центральної Європи | -    |          |
| 10/12/1960 | Неаполь | Італія         | 1 – 2     | Австрія   | товариський матч         | -    |          |
| Усього     |         | Матчів         | 3         |           | Голів                    | 0    |          |

## Титули і досягнення
- Володар Кубка Італії (1):

«Фіорентіна»: 1965–1966
- Володар Кубка ярмарків (1):

«Рома»: 1960-1961
- Володар Кубка Мітропи (1):

«Фіорентіна»: 1966